# Античні війни
Античні війни — це збройні конфлікти, що проходили в період між утворенням грецьких міст-держав (800 до н. е.) та падінням Західної Римської імперії (476 н. е.), війнами у Східній Римській Імперії на її кордонах з південноазійськими й африканськими державами, а також з початком мусульманських завоювань у 7 столітті.
У Китаї епоха стародавніх війн закінчилась зі зростанням ролі вершників у протистоянні північній загрозі, а також зі становленням династії Тан у 618.
Для Індії межею є занепад Імперії Гуптів та початок мусульманських завоювань.
В Японії стародавній період завершився у 12-13 століттях після становлення феодалізму та початку періоду Камакура.

## Історія
Відмінність між доісторичними та стародавніми війнами полягає, перш за все, в організації, а не в технічних засобах. Поява перших міст-держав, а потім імперій, значно змінила спосіб ведення бойових дій. Вже у перших містах Межиріччя люди почали збирати надлишки врожаю, що дозволило розвиватись знаті та військовому командуванню. Основу збройних сил все ще складали фермери, однак суспільство могло собі дозволити годувати їх деякий час, поки вони самі не були зайняті на полях. Таким чином, з’явились перші організовані армії.
Ці новостворені армії допомагали державам захоплювати нові території та забезпечували централізацію. Ранні військові формування (наприклад, єгипетські) продовжували використовувати ті ж самі списи та луки, що й у доісторичний період. В основному армії складались з піхоти, оскільки верблюди ще не були приручені і сідло ще не винайшли. Піхота ділилась на ударну та таку, що використовувала зброю дистанційної дії. Завданням ударної піхоти було тримати свої ряди та проривати противника. Різні підрозділи співпрацювали, ставлячи своїх ворогів перед вибором: або збирати своє військо у щільний стрій, вразливий для стріл та каменів, або розподілятись по площі, наражаючись на небезпеку атаки ударних воїнів. Баланс сил змінився з появою на полі бою таких технологічних досягнень, як колісниці, кавалерія та артилерійські пристрої.
Досить важко відрізнити стародавні та середньовічні способи ведення війн. Деякі особливості середньовіччя, такі як важка кавалерія та осадні машини, з’явились ще під час Пізньої Античності. Всередині стародавнього періоду можна виділити три епохи: початок Залізної доби, коли вершники почали витісняти колісниці; збройні протистояння на морі; розвиток чорної металургії, що дозволив державам екіпірувати більш якісною зброєю та обладунками значну кількість бійців.
В античних війнах помітно зросла роль флоту, який до цього мав лише допоміжні функції. Наприклад у ході греко-перських війн наявність сильного флоту у греків допомогла їм перемогти. Також з'явилася зброя для метання (катапульта, баліста), що значно полегшило ведення облоги.
В період античних війн відбулася чітка структуризація війська. Так, римська армія ділилася на легіони маніпули та центурії. Це суттєво покращило керування військом.